# Proseurytoma
Proseurytoma is een geslacht van vliesvleugeligen uit de familie Eurytomidae. De wetenschappelijke naam van dit geslacht is voor het eerst geldig gepubliceerd in 1910 door Kieffer.

## Soorten
Het geslacht Proseurytoma is monotypisch en omvat slechts de volgende soort:
- Proseurytoma gallarum Kieffer, 1910